# Hammerberg (Auerbach in der Oberpfalz)
Hammerberg ist ein Gemeindeteil der Stadt Auerbach in der Oberpfalz im bayerischen Landkreis Amberg-Sulzbach. Die Einöde liegt etwa drei km nordwestlich der Stadt.

## Geschichte
Der Ort war ein Stiftungsgut des Klosters Michelfeld, das 1119 als
„Hademudeperge“ genannt wurde. Um 1150 schenkte Konrad von Hammerberg dem Kloster ein Gut. Auf der ältesten Flurkarte von Auerbach aus dem Jahr 1581 erscheint das Anwesen als „Hungerburg“ bzw. als „Hungerberg“;  die Baulichkeiten entsprachen bereits den heutigen Gebäuden.
Zu Beginn des 19. Jahrhunderts erwarb Josef Preininger das Anwesen und führte 1850 eine Generalsanierung des Wohnhauses durch. Der nächste Besitzer war Johann Preininger. Die Hungerburg wurde wegen des dort betriebenen Eisenerzabbaus zu Hammerberg. 1911 erwarb das Anwesen Erwin Preininger und in der Folge kam es zu dessen Nachkommen (Familie Scholz); sie bewirtschafteten das Gut als Landwirtschaft. 1982 erwarb die Hofstelle Georg Baumann aus Auerbach. Die Gebäude des Hammergutes waren zunehmend dem Verfall ausgesetzt. 2006 kauften Katja Brendel und Alexander Lippert das Gut und begannen mit der Sanierung der Gebäude. 2010 wurde eine Pferdepension errichtet. Die denkmalgeschützte Hofanlage (Akten Nr. D-3-71-113-76) besteht aus einem Wohnstallhaus, einem zweigeschossiger Massivbau mit Satteldach, einem Kleintierhaus, einem eingeschossigen Bruchsteinbau mit Satteldach und einem Backhaus.
→ Liste der Baudenkmäler in Hammerberg
Hammerberg gehörte bis 1946 zur Gemeinde Steinamwasser, danach zur Gemeinde Michelfeld. Durch die Gemeindegebietsreform wurde Michelfeld zum 1. Mai 1978 in die Stadt Auerbach eingegliedert.